# Colorado Springs
Colorado Springs este un oraș de tipul Home Rule Municipality, sediul și cel mai populat oraș al comitatului El Paso, statul  Colorado,  Statele Unite ale Americii.
Cel de-al doilea cel mai populat oraș al statului Colorado, situat la circa 100 de km sud de capitala statului, orașul Denver, Colorado Springs se găsește în partea central sudică a regiunii Central Colorado.  Aflat la o altitudine medie de peste o milă (circa 1839 m), Colorado Springs, care se găsește la baza unuia dintre cei mai cunoscuți munți americani, Pikes Peak, pe coasta estică a Rocky Mountains, este o importantă stațiune balneară și de ski.